# Anglicyzm
Anglicyzm – element językowy zapożyczony z języka angielskiego lub na nim wzorowany.

## Ekspansja
Współczesna ekspansja anglicyzmów wynika z globalnego wpływu angielszczyzny na inne języki świata. Niektórzy krytycy językowi uważają to zjawisko za negatywne, usiłując je zwalczać, m.in. przez promocję określeń rodzimych (gdy takowe są łatwo dostępne). Chociaż język angielski uchodzi za niezwykle przydatny w charakterze środka komunikacji międzynarodowej, a jego nauczanie jest wspierane instytucjonalnie, to nierzadko spotyka się głosy, że szerokie rozprzestrzenienie się angielszczyzny może mieć negatywny wpływ na języki narodowe i języki standardowe poszczególnych narodów. Ekspansywność anglicyzmów bywa postrzegana jako zagrożenie dla suwerenności języka.
W języku polskim i innych językach Europy anglicyzmy stanowią kolejną falę neologizmów po masowych zapożyczeniach z francuskiego, niemieckiego i innych języków. Słowa pochodzenia obcego stopniowo zadomawiają się w języku docelowym, co wiąże się często z adaptacją ich pisowni. Przykładem może być polskie słowo „mecz”, które jest anglicyzmem – jeszcze w latach 30. XX wieku zapisywano je jako „match”.
Źródła nowych zapożyczeń angielskich w wielu językach świata to m.in. terminologia komputerowa, język biznesu i środki masowego przekazu, czyli sfery, w których ogromną rolę odgrywa język angielski. Posługiwanie się anglicyzmami również w tych obszarach tematycznych, gdzie nie jest to uzasadnione wyraźnymi potrzebami nazewniczymi, jest czasem uznawane za brak szacunku dla rodzimej kultury i tradycji.
Do anglicyzmów należą zarówno zapożyczenia leksykalne, jak i wpływy ujawniające się w gramatyce języka. W języku polskim charakter anglicyzmów mają innowacyjne połączenia wyrazowe typu komputer kurs („kurs komputerowy”), Sopot festiwal („festiwal sopocki”); kalki: wydawać się być (seem to be), dokładnie („właśnie tak”, exactly), nastolatek (teenager); derywaty powstałe na bazie wyrazów zapożyczonych: rapować, menedżerski, hybrydalny ciucholand.

## Domeny wpływu anglicyzmów
Sfery tematyczne, na które anglicyzmy mają największy wpływ, to:
- terminologia naukowo-techniczna: flesz, kompakt, komputer, kontener, stres, trend;
- sport: aut, badminton, bekhend, bobslej, debel, derby, doping, dżokej, forhend, hokej, lider, mecz, net, open, outsider, ring, rugby, set, team, tenis, walkower;
- kultura i rozrywka: bestseller, blues, camping, country, disco, didżej, drink, fan, happening, heavy metal, horror, hit, hobby, jazz, longplay, musical, party, playback, pop, pub, puzzle, quiz, remake, rock, science-fiction, selfie, serial, singiel, show, thriller, wideoklip;
- słownictwo komputerowe: driver, joystick, mysz (kalka semantyczna), serwer, skaner, spam;
- ekonomia, handel, przedsiębiorczość: biznes, biznesmen, bizneswoman, boom, boss, broker, holding, joint-venture, leasing, menedżer, monitoring, sponsor;
- moda: dżersej, dżinsy, klipsy, topless;
- polityka: budżet, lider (partii), lobby, rating, establishment;
- zdrowie i uroda: aerobic, lifting, jogging, peeling;
- życie codzienne: baby-sitter, happy end, hobby, logo, marker, market, mobbing, puzzle, ranking, snack bar, scrabble, show,  weekend;
- żywność: cheeseburger, chipsy, dressing, fast food, grill, hamburger, hot dog, lunch, popcorn, sandwich, smoothie, steakhouse, tost.

Zapożyczenia ukryte (kalki językowe):
- dokładnie – słowo używane np. w Zdenerwował cię? – Dokładnie! – dokładnie używane jako wykrzyknik wyrażający zgodę (polskie oczywiście!, pewnie, że tak!, no właśnie!), nie zaś precyzję działania bądź wykonania, uchodzi za kalkę ang. exactly mającego sens jak podano[6][7] (również: właściwie w pytaniach o szczegóły; where exactly were you sleeping? – gdzie właściwie spałeś?), choć sam wyraz exact niesie ze sobą znaczenie ścisłości, dokładności, precyzji;
- obraz: obraz amerykańskiego reżysera – obraz w znaczeniu „film” jest dosłownym odwzorowaniem ang. picture (od motion picture, dosł. ruchomy obraz);
- produkcja: produkcja nominowana do „Oscara” – produkcja w znaczeniu „film” jest kalką semantyczną ang. production;
- definiować: trudno mi zdefiniować swoje uczucia – definiować w znaczeniu „nazywać”, „określać” jest bezpośrednim odwzorowaniem ang. to define;
- wydawać się być: on wydaje się być mądry, zamiast on wydaje się mądry jest dosłownym odwzorowaniem angielskiej konstrukcji he seems to be clever.

Żargon internetowy jest wyjątkowo podatny na wpływ języka angielskiego, co szczególnie widać w popularnych skrótach w rodzaju IM(H)O (in my (humble) opinion „moim (skromnym) zdaniem”), BTW (by the way „swoją drogą”) czy OMG (oh my God „o mój Boże”). Podobnie ma się sprawa ze środowiskiem graczy komputerowych, w którym zdecydowanie przeważają określenia takie jak single player (zamiast „tryb jednoosobowy”), multiplayer (zamiast „tryb wieloosobowy”), combos (zamiast „kombinacja ciosów”), quest (zamiast „zadanie”) czy achievement (zamiast „osiągnięcie”). Niewielki odsetek tytułów gier zostaje spolszczonych (zwykle w przypadku adaptacji utworów czy gier dla dzieci). Stosowanie anglicyzmów zwykle wynika z faktu, że angielski odpowiednik danego słowa jest krótszy; jeżeli tak nie jest, pozostaje się przy polskiej nazwie.

## Odczuwane zagrożenia
Przenikanie anglicyzmów do słownictwa może powodować zagrożenie wyparcia rodzimych wyrazów i zwrotów. Normatywiści negatywnie oceniają zwłaszcza kalki semantyczne (dokładnie, produkcja, definiować). Niemniej jednak udział zapożyczeń angielskich w leksyce polskiej wciąż ocenia się na mniejszy niż na przykład w języku niderlandzkim czy duńskim. Wiele anglicyzmów, które przyjęły się w niektórych językach, zostało odrzuconych w polszczyźnie, na przykład słowo Mister stosowane tylko w przypadku produkcji amerykańskich przegrało w połowie lat 90. z tradycyjnym panem.
We współczesnym językoznawstwie unika się jednak stanowiska preskryptywnego (normatywnego), z góry rozstrzygającego, jak język powinien wyglądać, a przyjmuje się raczej stanowisko deskryptywne, polegające na biernym opisywaniu zjawisk językowych, bez ich wartościowania. Wielu językoznawców uważa wręcz, że obawy związane z masowym napływem anglicyzmów są wyolbrzymione i nieproporcjonalne do skali zjawiska. Zaznacza się również, że lęk przed zanikiem języka na skutek wpływu angielszczyzny ma niekiedy podłoże nacjonalistyczne.